# Filmový festival pracujících
Filmový festival pracujících (FFP) byl nejmasovější filmovou akcí v komunistickém Československu. Konal se mezi léty 1948–1990. Zprvu byl projevem tzv. „demokratizace kultury“, který měl zprostředkovávat umění masám, ale zároveň tyto masy do kultury zapojit. Snahy o svébytnou akci však postupem let zmizely a festival po několik let fungoval jako doplněk Mezinárodního filmového festivalu (původně konaného v Mariánských Lázních, později v Karlových Varech), aby se později od této akce osamostatnil. Akce byla pro komunistický režim důležitá jak z hlediska ekonomických zájmů, tak z hlediska kulturní politiky. Její masovost šla ruku v ruce s místem pořádání, neboť takřka výhradně probíhal FFP v letních kinech a pro jeho účely speciálně vystavovaných amfiteátrech s kapacitou přesahující i několik desítek tisíc diváků.

## Historie

### 1948–1949
První ročník se konal od 28. července do 3. srpna 1948 ve Zlíně, čímž přinejmenším prostorově navazoval na protektorátní filmovou přehlídku Filmové žně (nebo též Zliennale), která zde probíhala v letech 1940 a 1941. O obnovu filmové přehlídky se zlínští činitelé začali snažit již po druhé světové válce, avšak ministr informací Václav Kopecký dal přednost západočeským lázním, kde měla filmová akce pomoci pozvednout poškozený turistický ruch. Jako „důsledná realizace původní ideje celé akce“ byl vnímán druhý ročník, 1949, kde vedle Zlína proběhl FFP v Plzni, Mostu-Litvínově, Ostravě a Bratislavě.

#### Dělnická porota
Hlavním přínosem FFP měla být dělnická porota, která vznikla při prvním ročníku ve Zlíně. Při druhém byla zopakována na několika dalších místech, aby v roce 1950 zcela zanikla.

### 1950–1952
V roce 1950 pak přibyla města Brno, Hradec Králové, České Budějovice, Košice a Liberec, ale třetí ročník byl nesoutěžní. Zaniká porota a FFP se tak stává více než festivalem jen přehlídkou ideově vhodných filmů, jakousi „školou socialistického filmového umění.“ Roku 1951 se počet pořádajících měst rozšířil na celkem 16 míst (přibyla Banská Bystrica, Jihlava, Nitra, Olomouc, Pardubice, Praha, Prešov, Ústí nad Labem, Žilina). Promítané filmy byly především výběrem ideově vhodných filmů, zejména těch, které byly oceněny nebo získaly pozitivní ohlas na VI. MFF v Karlových Varech. V roce 1952 FFP probíhal v již 20 městech a vzhledem k probíhající válce v Koreji byl koncipován jako "protiválečná manifestace".

### 1953 a 1955 bez FFP
Faktickou a dramaturgickou propojenost FFP na MFF ukázaly roky 1953 a 1955, kdy neprobíhal festival v Karlových Varech, a proto analogicky neproběhl ani FFP. Jako náhražka probíhala roku 1953 Letní přehlídka barevných filmů, která nabídla zejména české a sovětské snímky. Podobně pak v roce 1955 jako součást oslav 10 let zestátněné české kinematografie proběhl Týden československých filmů.

### 1954 a 1956
Od roku 1954 se FFP začal dramaturgicky oddalovat od MFF Karlovy Vary. Stagnoval i počet pořádajících měst, kdy v roce 1954 proběhl FFP ve 20 a dva roky později v 19 místech. Ročník 1956 však přinesl do československých kin inovaci v podobě širokoúhlé projekce, která se stala lákadlem v dalších letech.

### 1957 a 1958
Tyto dva ročníky byly provázeny mnohem pestřejší filmovou nabídkou, ale i modernější a efektivnější propagací. Měnila se i atmosféra a hosté. Zatímco v prvních ročnících jimi byli především zástupci politické garnitury, dostávali nyní větší prostor spíše zahraniční delegáti a herečtí představitelé. Snad i to zapříčinilo, že FFP roku 1957 uvítal přes milion diváků. Je ovšem nutno poznamenat, že rok 1957 byl, co do návštěvnosti kin, nejúspěšnějším rokem v dějinách Československa vůbec. Do kin v ČSR bylo v tom roce prodáno 148 257 000 vstupenek. IX. FFP 1958 byl ovlivněn oslavami 60 let československé kinematografie a v nabídce tak nové filmy střídaly i filmy archivní. Návštěvnost dosáhla bezmála 1,5 milionu diváků.

### 1959
Jubilejní 10. ročník FFP byl ve znamení změn, které předznamenaly vývoj v následujících letech. MFF v Karlových Varech se začal politickým rozhodnutím střídat s MFF v Moskvě. FFP se tak pozvolna posunul více k populárním žánrům a „lidové zábavě“. Zatímco první ročníky se snažily diváka vychovávat, pozdější tuto rétoriku opouští, protože divák již rozezná dobré a špatné. Drobným návratem k prvnímu ročníku byla snaha o filmovou soutěž, kdy náhodně vybraná stovka diváků vhazovala hlasovací lístky s hodnocením filmů do připravených uren.

### 60. léta
FFP se v 60. letech i nadále rozšiřoval. Zatímco v roce 1960 probíhal ve 23 městech, bylo to v roce 1969 již 39. Měnila se i dramaturgie, kdy programovou nabídku obohacovali snímky západních zemí a FFP se postupně stal spíše popularizační akcí nabízející filmy s vysokým diváckým potenciálem v atraktivním prostředí letních kin.
Od roku 1966 se kromě masovější letní části konala i komornější část podzimní (od roku 1973 zimní).

### 1970–1990
Od 70. let festival spolupracoval s obdobným festivalem ve východním Německu – Sommerfilmtage.
Zatímco 60. léta byla ve znamení změn a posunů, zdá se FFP v 70. a 80. letech již jen jako periodicky se opakující akce. Příznačné zůstalo rozšiřování festivalu, kdy se roku 1989 rozrostl do 90 měst a roku 1990 dokonce do 95. Tento poslední ročník však proběhl již jen s poloviční účastí oproti předchozím ročníkům a byl v tisku označen ironickým podtitulem „Zborcené harfy tón“.
Celkově se během 42 let trvání festivalu konalo 69 akcí (41 letních, 6 podzimních a 19 zimních) ve více než 170 městech.